# Selecció per als ISDE de la República Democràtica Alemanya

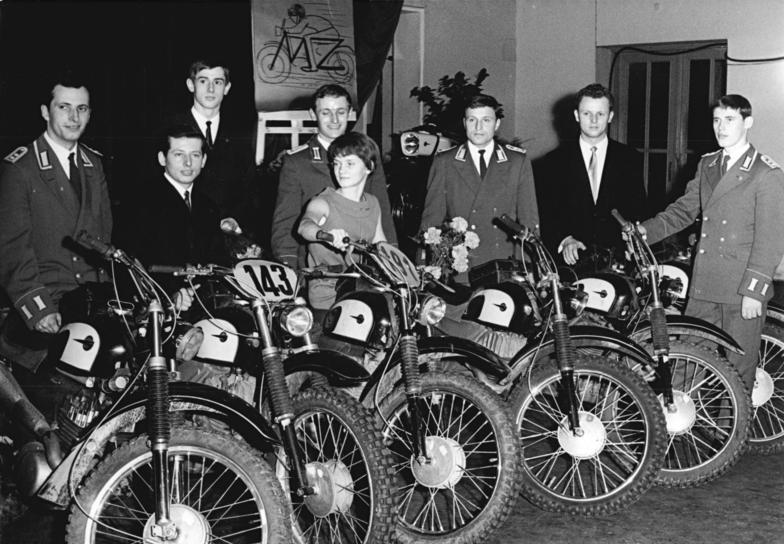
Els membres de la selecció per als ISDT de 1967 de la RDA, tots ells amb MZ, a la cerimònia de lliurament del premi Atleta de l'Any (28/1/68). D'esquerra a dreta: Hans Weber, Werner Salevsky, Roland Matthes (nedador), Peter Uhlig, Karin Janz (gimnasta), Klaus Teuchert, Karlheinz Wagner i Klaus Halser

La selecció per als ISDE de la República Democràtica Alemanya fou l'equip que representava la RDA en aquesta competició.
L'esdeveniment s'anomenà oficialment International Six Days Trial (ISDT) fins al 1980. A partir de l'edició del 1981 el nom passà a ser l'actual, International Six Days Enduro (ISDE). Segons el reglament de la prova, es permetia als equips estatals competir per al Trofeu (World Trophy) i el Vas de plata (Silver Vase, actualment anomenat Junior Trophy). La mida dels equips i la normativa de participació va anar canviant diverses vegades amb el pas del temps.
Del 1925 al 1937, Alemanya va participar amb el seu equip estatal als ISDT. Acabada la Segona Guerra Mundial, amb la subsegüent partició del país en dos estats, l'antiga selecció única alemanya va donar pas a dues de noves que hi convisqueren fins a la reunificació alemanya de 1990: el 1951, quan ja feia quatre anys que s'havien reprès els Sis Dies després de la guerra, hi debutà l'Alemanya Occidental (RFA) i el 1958 ho va fer l'Alemanya Oriental (RDA).
Entre el 1963 i el 1969, els equips de la RDA van guanyar sis vegades el Trofeu i dues vegades el Vas de plata, un rècord que no van aconseguir igualar els seus connacionals de la RFA tot i assolir també diverses victòries. Durant les dècades del 1970 i 1980, els equips de la RDA i la RFA compartiren sovint el podi. Del 1982 al 1987, els equips del Vas plata -Junior Trophy- de la RDA van guanyar aquesta competició quatre vegades. El 1987, a més, la RDA va aconseguir les dues victòries (Trofeu i Júnior), un èxit que ja havia aconseguit el 1965.
El 1991, reunificada de nou Alemanya, el país va tornar a participar en els ISDE amb una única selecció estatal. Els èxits dels anys anteriors, però, no s'han tornat a repetir fins al moment. La darrera victòria alemanya a la prova fou precisament la de la RDA el 1987.

## Resultats als ISDE
Fonts:

### De 1958 a 1981
| Edició | Any  | Seu                                | Trofeu | Vas de Plata | Vas de Plata |
| Edició | Any  | Seu                                | Trofeu | Equip A | Equip B |
| ------ | ---- | ---------------------------------- | --- | --- | --- |
| 33.    | 1958 | Garmisch-Partenkirchen, RFA        | 4a. Hellmuth Hermann (MZ ES 175) Hans Fischer (MZ ES 250) Lothar Bock (Simson 250) Helmut Amthor (Simson 350) Werner Stiegler (MZ ES 175) Fred Willamowski (MZ ES 295) | 10a. Berthold Trappe (Jawa-CZ 175) Günter Clarinc (Simson 250) Dieter Kaluscha (MZ ES 250) Woldemar Lange (MZ ES 250)        | Sense equip B. |
| 34.    | 1959 | Gottwaldov, Txecoslovàquia         | 3a. Helmut Amthor (Simson GS 350) Horst Liebe (MZ 250) Hellmuth Hermann (MZ 175) Werner Stiegler (MZ 175) Gottfried Polan (Simson GS 250)                              | 14a. Erich Kypke (MZ ES 250) Hans-Joachim Sell (MZ ES 250) Werner Salevsky (MZ 175) Karl-Heinz Schmieder (MZ ES 250)         | 10a. Eckard Tietz (MZ ES 250) Horst Kahl (MZ ES 250) Horst Schmerze (Simson GS 250) Fred Willamowski (MZ ES 350)                   |
| 35.    | 1960 | Bad Aussee, Àustria                | 5a. Horst Lohr (MZ ES 175) Erich Kypke (MZ ES 250) Werner Salevsky (MZ ES 250) Fred Willamowski (MZ ES 300) Horst Liebe (MZ ES 300) Werner Stiegler (MZ ES 175)        | 6a. Lothar Bock (Simson GS 248) Horst Schmerze (Simson GS 248) Hans-Joachim Wilke (Simson 344) Helmut Amthor (Simson GS 348) | 12a. Günther Frankenstein (MZ ES 250) Werner Heuler (MZ ES 250) Dieter Kley (MZ ES 250) Gottfried Pohlan (Simson GS 348)           |
| 36.    | 1961 | Llandrindod Wells, País de Gal·les | No hi participà. | No hi participà. | No hi participà. |
| 37.    | 1962 | Garmisch-Partenkirchen, RFA        | No hi participà. | No hi participà. | No hi participà. |
| 38.    | 1963 | Špindleruv Mlýn, Txecoslovàquia    | 1a. Günter Baumann Peter Uhlig Hans Weber Horst Lohr Bernd Uhlmann Werner Salevsky                                                                                     | 8a. Günter Frankenstein (MZ) Lothar Schünemann (MZ) Werner Stiegler (MZ) Hans-Joachim Wilke (MZ)                             | 4a. Horst Golz (MZ) Klaus Halser (MZ) Klaus Teuchert (MZ) Karlheinz Wagner (MZ)                                                    |
| 39.    | 1964 | Erfurt, RDA                        | 1a. Horst Lohr (MZ ETS 175) Peter Uhlig (MZ ETS 175) Werner Salevsky (MZ ETS 250) Hans Weber (MZ ETS 250) Günter Baumann (MZ ETS 350) Bernd Uhlmann (MZ ETS 350)       | 2a. Klaus Halser (MZ ETS 175) Werner Stiegler (MZ ETS 175) Karlheinz Wagner (MZ ETS 250) Hans-Joachim Wilke (MZ ETS 350)     | 1a. Siegfried Rauhut (Simson GS50) Gottfried Pohlan (Simson GS75) Lothar Schünemann (Simson GS75) Ewald Schneidewind (Simson GS75) |
| 40.    | 1965 | Illa de Man                        | 1a. Horst Lohr (MZ ETS 175) Peter Uhlig (MZ ETS 175) Karlheinz Wagner (MZ ETS 250) Hans Weber (MZ ETS 250) Werner Salevsky (MZ ETS 300) Bernd Uhlmann (MZ ETS 300)     | 1a. Werner Stiegler (MZ ETS 175) Klaus Teuchert (MZ ETS 175) Horst Golz (MZ ETS 175) Günter Baumann (MZ ETS 300)             | 6a. Gottfried Pohlan (Simson) Siegfried Rauhut (Simson) Lothar Schünemann (Simson) Ewald Schneidewind (Simson)                     |
| 41.    | 1966 | Villingsberg, Suècia               | 1a. Horst Lohr (MZ ETS 175) Peter Uhlig (MZ ETS 175) Karlheinz Wagner (MZ ETS 250) Hans Weber (MZ ETS 250) Werner Salevsky (MZ ETS 300) Bernd Uhlmann (MZ ETS 300)     | 2a. Günter Baumann (MZ) Klaus Halser (MZ) Bernd Uhlmann (MZ) Werner Stiegler (MZ)                                            | 15a. Horst Golz (Simson) Dieter Salevsky (Simson) Lothar Schünemann (Simson) Ewald Schneidewind (Simson)                           |
| 42.    | 1967 | Zakopane, Polònia                  | 1a. Peter Uhlig (MZ) Hans Weber (MZ) Werner Salevsky (MZ) Karlheinz Wagner (MZ) Klaus Teuchert (MZ) Klaus Halser (MZ)                                                  | 2a. Günter Baumann (MZ) Horst Lohr (MZ) Bernd Uhlmann (MZ) Lothar Spingat (MZ)                                               | 15a. Roland Stubenrauch (Simson) Dieter Salevsky (Simson) Lothar Schünemann (Simson) Ewald Schneidewind (Simson)                   |
| 43.    | 1968 | San Pellegrino Terme, Itàlia       | 4a. Peter Uhlig (MZ 175) Hans Weber (MZ 175) Klaus Halser (MZ 175) Karlheinz Wagner (MZ 350) Fred Willamowski (MZ 350) Werner Salevsky (MZ 500)                        | 2a. Horst Lohr (MZ) Bernd Seyfert (MZ) Klaus Teuchert (MZ) Bernd Uhlmann (MZ)                                                | 7a. Ewald Schneidewind (Simson) Lothar Schünemann (Simson) Dieter Salevsky (Simson) Rolf Uhlig (Simson)                            |
| 44.    | 1969 | Garmisch-Partenkirchen, RFA        | 1a. Peter Uhlig (MZ 175) Werner Salevsky (MZ 250) Karlheinz Wagner (MZ 350) Klaus Teuchert (MZ 350) Klaus Halser (MZ 250) Fred Willamowski (MZ 500)                    | 13a. Rudolf Jenak (Simson) Ewald Schneidewind (Simson) Lothar Schünemann (Simson) Dieter Salevsky (Simson)                   | 7a. Horst Lohr (MZ) Manfred Jäger (MZ) Erwin Sauer (MZ) Günter Schulze (MZ)                                                        |
| 45.    | 1970 | El Escorial, Espanya               | 11a. Peter Uhlig (MZ 350) Werner Salevsky (MZ 250) Klaus Halser (MZ 250) Fred Willamowski (MZ 360) Klaus Teuchert (MZ 350) Karlheinz Wagner (MZ 360)                   | 2a. Rudolf Jenak (Simson 75) Ewald Schneidewind (Simson 75) Lothar Schünemann (Simson 75) Dieter Salevsky (Simson 75)        | 7a. Joachim Kempter (MZ 250) Manfred Jäger (MZ 250) Frank Schubert (MZ 250) Kurt Seidel (MZ 250)                                   |
| 45.    | 1971 | Illa de Man                        | 3a. Werner Salevsky (MZ 250) Klaus Halser (MZ 250) Frank Schubert (MZ 250) Klaus Teuchert (MZ 350) Fred Willamowski (MZ 400) Joachim Kempter (MZ 400)                  | 8a. Rudolf Jenak (Simson) Ewald Schneidewind (Simson) Lothar Schünemann (Simson) Gerhard Haatz (Simson)                      | 7a. Dieter Salevsky (MZ) Manfred Jäger (MZ) Günter Schulze (MZ) Kurt Seidel (MZ)                                                   |
| 47.    | 1972 | Špindleruv Mlýn, Txecoslovàquia    | 2a. Reinhard Fischer (MZ 250) Manfred Jäger (MZ 350) Klaus Halser (MZ 250) Fred Willamowski (MZ 500) Frank Schubert (MZ 250) Joachim Kempter (MZ 500)                  | 19a. Rudolf Jenak (Simson 100) Ewald Schneidewind (Simson 100) Dieter Salevsky (Simson 100) Gerhard Haatz (Simson 75)        | 3a. Uwe Köthe (MZ 350) Helmut Schuhmann (MZ 350) Karl-Heinz Uhlig (MZ 250) Paul Friedrichs (MZ 500)                                |
| 48.    | 1973 | Dalton, EUA                        | Ret. Reinhard Fischer (MZ) Manfred Jäger (MZ) Klaus Halser (MZ) Fred Willamowski (MZ) Frank Schubert (MZ) Helmuth Schuhmann (MZ)                                       | Ret. Rudolf Jenak (Simson) Ewald Schneidewind (Simson) Dieter Salevsky (Simson) Gerhard Haatz (Simson)                       | Sense equip B. |
| 49.    | 1974 | Camerino, Itàlia                   | 6a. Klaus Halser (MZ 250) Frank Schubert (MZ 250) Kurt Seidel (MZ 250) Manfred Jäger (MZ 350) Fred Willamowski (MZ 400) Uwe Köthe (MZ 350)                             | 9a. Gerhard Haatz (Simson) Dieter Salevsky (Simson) Ewald Schneidewind (Simson) Lothar Schünemann (Simson)                   | Sense equip B. |

### De 1975 a 1990
| Edició | Any  | Seu                               | Trofeu | Vas de Plata |
| ------ | ---- | --------------------------------- | --- | --- |
| 50.    | 1975 | Illa de Man                       | No hi participà. | 11a. Gerhard Haatz (Simson) Ewald Schneidewind (Simson) Frank Schubert (MZ) Manfred Jäger (MZ)                   |
| 51.    | 1976 | Zeltweg, Àustria                  | 3a. Gerhard Haatz (Simson) Ewald Schneidewind (Simson) Steffen Mauersberger (Simson) Harald Sturm (MZ) Frank Schubert (MZ) Manfred Jäger (MZ)             | 6a. Lothar Schünemann (Simson) Bernd Lämmel (Simson) Ulrich Fabke (MZ) Uwe Köthe (MZ)                            |
| 52.    | 1977 | Považská Bystrica, Txecoslovàquia | 2a. Harald Sturm (MZ) Ulrich Fabke (MZ) Uwe Köthe (MZ) Jürgen Meusel (MZ) Frank Schubert (MZ) Manfred Jäger (MZ)                                          | 2a. Gerhard Haatz (Simson) Steffen Mauersberger (Simson) Ewald Schneidewind (Simson) Bernd Lämmel (Simson)       |
| 53.    | 1978 | Värnamo, Suècia                   | 2a. Harald Sturm (MZ) Jens Scheffler (MZ) Uwe Köthe (MZ) Jürgen Meusel (MZ) Frank Schubert (MZ) Manfred Jäger (MZ)                                        | 14a. Rolf Hübler (Simson) Steffen Mauersberger (Simson) Ewald Schneidewind (Simson) Bernd Lämmel (Simson)        |
| 54.    | 1979 | Neunkirchen, RFA                  | 4a. Harald Sturm (MZ) Jens Scheffler (MZ) Uwe Köthe (MZ) Ulrich Fabke (MZ) Frank Schubert (MZ) Manfred Jäger (MZ)                                         | 2a. Rolf Hübler (Simson) Steffen Mauersberger (Simson) Jochen Schützler (MZ) Bernd Lämmel (Simson)               |
| 55.    | 1980 | Briude, Occitània                 | 6a. Rolf Hübler (Simson) Bernd Lämmel (Simson) Jens Scheffler (MZ) Frank Schubert (MZ) Jochen Schützler (MZ) Harald Sturm (MZ)                            | 4a. Horst Geißenhöner (Simson) Steffen Mauersberger (Simson) Manfred Jäger (MZ) Reinhard Klädtke (MZ)            |
| 56.    | 1981 | Elba, Itàlia                      | 3a. Horst Geißenhöner (Simson) Bernd Lämmel (Simson) Steffen Mauersberger (Simson) Rolf Hübler (Simson) Reinhard Klädtke (MZ) Manfred Jäger (MZ)          | 13a. Harald Sturm (MZ) Frank Schubert (MZ) Jens Scheffler (MZ) Jochen Schützler (MZ)                             |
| 57.    | 1982 | Považská Bystrica, Txecoslovàquia | 4a. Rolf Hübler (Simson 125) Bernd Lämmel (Simson 175) Harald Sturm (MZ 250) Frank Schubert (MZ 250) Jens Scheffler (MZ 500) Jochen Schützler (MZ 500)    | 1a. Horst Geißenhöner (Simson 80) Steffen Mauersberger (Simson 125) Reinhard Klädtke (MZ 250) Uwe Weber (MZ 250) |
| 58.    | 1983 | Builth Wells, País de Gal·les     | 7a. Horst Geißenhöner (Simson) Rolf Hübler (Simson) Jens Scheffler (MZ) Frank Schubert (MZ) Jochen Schützler (MZ) Harald Sturm (MZ)                       | 7a. Andreas Cyffka (MZ) Bernd Lämmel (Simson) Reinhard Klädtke (MZ) Uwe Weber (MZ)                               |
| 59.    | 1984 | Assen, Països Baixos              | 3a. Rolf Hübler (Simson) Harald Sturm (MZ) Jens Scheffler (MZ) Horst Geißenhöner (Simson) Uwe Weber (MZ) Jochen Schützler (MZ)                            | 1a. Reinhard Klädtke (MZ) Jens Thalmann (Simson) Bernd Lämmel (Simson) Andreas Cyffka (MZ)                       |
|        |      |                                   | Trofeu | Junior World Trophy                                                                                              |
| 60.    | 1985 | Alp, Catalunya                    | 3a. Rolf Hübler (Simson) Harald Sturm (MZ) Jens Thalmann (Simson) Reinhard Klädtke (MZ) Uwe Weber (MZ) Jochen Schützler (MZ)                              | 1a. Andreas Cyffka (MZ) Mike Heydenreich (MZ) Jens Grüner (MZ) Udo Grellmann (MZ)                                |
| 61.    | 1986 | San Pellegrino Terme, Itàlia      | 5a. Jens Thalmann (Simson 80) Rolf Hübler (Simson 125) Harald Sturm (MZ 250) Uwe Weber (MZ250) Jens Scheffler (MZ 500) Reinhard Klädtke (MZ 500)          | 2a. Andreas Cyffka (MZ) Mike Heydenreich (MZ) Jens Grüner (MZ) Udo Grellmann (MZ)                                |
| 62.    | 1987 | Jelenia Góra, Polònia             | 1a. Jens Thalmann (Simson 80) Reinhard Klädtke (Simson 125) Uwe Weber (MZ 250) Harald Sturm (MZ 250) Jens Scheffler (MZ 500) Jens Grüner (MZ 500)         | 1a. Mike Heydenreich (MZ 250) Udo Grellmann (MZ 500) Thomas Bieberbach (Simson 80) Danielo Pörschke (Simson 125) |
| 63.    | 1988 | Mende, França                     | 16a. Thomas Bieberbach (Simson 80) Reinhard Klädtke (Simson 125) Uwe Weber (MZ 250) Harald Sturm (MZ 250) Jens Scheffler (MZ 500) Andreas Cyffka (MZ 500) | 4a. Mike Heydenreich (MZ 250) Udo Grellmann (MZ 500) Jens Grüner (MZ 500) Danielo Pörschke (Simson 125)          |
| 64.    | 1989 | Walldürn, RFA                     | 5a. Thomas Bieberbach (Simson) Uwe Weber (MZ) Jens Grüner (MZ) Mike Kallenbach (Simson) Jens Scheffler (MZ) Harald Sturm (MZ)                             | 4a. Mario Kern (Simson) Danilo Pörschke (Simson) Udo Grellmann (MZ) Frank Lohse (MZ)                             |
| 65.    | 1990 | Västerås, Suècia                  | 6a. Thomas Bieberbach (Simson) Danilo Pörschke (Simson) Mike Kallenbach (Simson) Mike Sydow (MZ) Thomas Mehnert (MZ) Frank Lohse (MZ)                     | No hi participà.                                                                                                 |